# Skogsväg

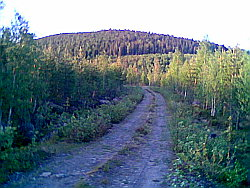
Skogsväg.

En skogsväg är en mindre grusväg i skogen. Den är i allmänhet inte är tillräckligt bred för att två bilar ska kunna mötas. 
En skogsväg brukar ofta utgöras av två hjulspår med en grässträng i mitten. Den kan endera vara en gammal kärrväg, avsedd för trafik med hästdragna vagnar, eller en modern väg anlagd av ett skogsbolag, för att underlätta skogsbrukets transporter. Det kan handla om utforsling av virke ur skogen, eller transporter av plantor, arbetskraft och skogsmaskiner.
Från en skogsväg kan en stickväg leda in i skogen eller avverkningsområdet. Detta är en mindre och ofta tillfällig väg, så bred att en avverkningsmaskin kan ta sig fram.